# Cá vàng Lan sư

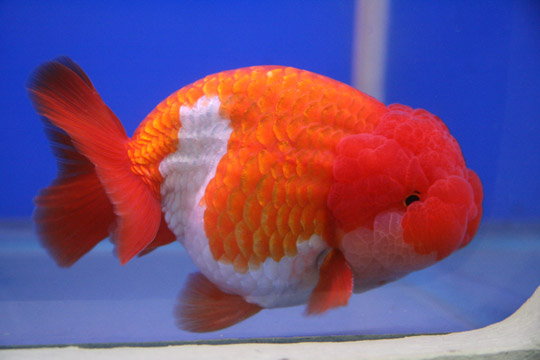
Cá vàng Lan sư

Cá vàng Lan sư hay cá vàng đầu sư tử (tiếng Thái: สิงห์ลูกผสม, tiếng Anh: Lionchu) là một giống cá vàng có nguồn gốc từ Thái Lan. Tên gọi tiếng Anh của nó bắt nguồn từ Lionhead-Ranchu (cá vàng sư tử-Cá vàng Lan Thọ). Đây cũng là một giống cá hiếm có khó tìm của Thái Lan, được lai tạo từ giống đầu sư tư thông thường và Ranchu. Chúng lần đầu được lai tạo năm 1800 tại Nhật Bản, nhưng không được nhắc tới nhiều cho tới khi Thái Lan lai tạo và được mọi người công nhận năm 2008.

## Đặc điểm
Chiếc đầu lớn độc đáo và màu sắc trên vảy vô cùng ấn tượng là điểm đặc trưng nổi bật của giống cá này. Lionchu có tất cả những đặc điểm đẹp như mào to đẹp của lionhead, đầu và người vuông vắn của Ranchu, lưng cong gốc đuôi dầy và đuôi cong 45 độ của ranchu. Thậm chí lưng của lionchu còn đẹp hơn ranchu rất nhiều. Hiện nay, lionchu là loài cá được sưu tầm nhiều nhất trong các loại cá thân hình trứng không có vây lưng.